# Зяблицы (Кировская область)
Зяблицы — деревня в Слободском районе Кировской области в составе Стуловского сельского поселения.

## География
Находится на расстоянии примерно 4 км на юго-запад от западной окраины районного центра города Слободской.

## История
Известна с 1678 года как починок Ермаковский с 3 дворами. В 1764 году в деревне (уже Устиновская) учтено 33 жителя. В 1873 году в деревне Устиновская (или Зяблицы) было учтено дворов 10 и жителей 66, в 1905 18 и 86, в 1926 17 и 76, в 1950 6 и 18, в 1989 учтено было 10 постоянных жителей. Нынешнее название единственное с 1939 года. 

## Население
Постоянное население  составляло 0 человек в 2002 году, 4 в 2010.